# Save Me (퀸의 노래)
〈Save Me〉는 1980년 음반 《The Game》의 영국의 록 밴드 퀸의 노래다. 기타리스트 브라이언 메이가 여자친구와 이별한 친구를 위해 쓴 이 음반은 1979년에 녹음되었고 음반 발매 6개월 전인 1980년 1월 25일에 영국에서 발매되었다. 〈Save Me〉는 영국 싱글 차트에서 6주 동안 11위로 정점을 찍었다.
이 곡은 1979년부터 1982년까지 라이브로 연주되었으며, 1981년 11월 캐나다 퀘벡주 몬트리올 포럼에서 라이브 음반 《Queen Rock Montreal》과 1982년 6월 영국 버킹엄셔주 밀턴 케인스 볼에서 《Queen on Fire – Live at the Bowl》로 녹음되었다. 이 곡은 퀸의 《Greatest Hits》과 《Queen Forever》 음반에도 수록되어 있다.

## 배경
브라이언 메이는 친구이자 밴드 동료인 프레디 머큐리에 대해 〈Save Me〉를 작곡했다. 1979년 뮌헨에서 녹음된 이 곡은 머큐리와 미국인 요리사 조 파넬리의 관계가 막 끝났을 때 작곡되었다. 라디오 쇼 《인 더 스튜디오 위드 레드비어드》의 인터뷰에서 메이는 "긴 이야기를 짧게 끊기 위해 〈Save Me〉를 썼습니다. 친구와 나쁜 시절을 겪고 있는 누군가에 대해 썼고, 그들의 입장에서 이야기를 하는 제 모습을 상상했습니다. 관계가 완전히 엉망이 되었고 그 사람이 얼마나 슬펐는지."라고 말했다.

## 기술적 세부사항
음악적으로, 노래는 G장조의 키에 있는 구절들과 D장조의 키에 있는 합창들로, 복잡하다. G장조의 관련 키에 있는, 기악 솔로는, 절의 역할을 한다.

## 참여 인원
- 프레디 머큐리 – 리드 및 백 보컬
- 브라이언 메이 – 어쿠스틱과 일렉트릭 기타, 피아노, 신시사이저, 백 보컬
- 로저 테일러 – 드럼, 백 보컬
- 존 디콘 – 베이스 기타